# Portada/efemèride juny 11
Núria Espert
« 10 de juny · 11 de juny · 12 de juny »